# Zuidelijke langsprietmot
De zuidelijke langsprietmot  (Nematopogon schwarziellus) is een vlinder uit de familie van de langsprietmotten (Adelidae). De wetenschappelijke naam van de soort is voor het eerst geldig gepubliceerd door Zeller in 1839.
De vlinder heeft een spanwijdte van 15 tot 17 millimeter. Hij vliegt voornamelijk in mei. De rups leeft van allerhande dood organisch materiaal op de bodem. Hij maakt van dit materiaal een huisje.
De soort komt voor in Europa. In Nederland is de zuidelijke langsprietmot waargenomen in Zuid-Limburg, in België in het zuiden van het land.